# Карл IX Шведски
Карл IX Шведски или Карло IX Шведски (4. октобар 1550, Стокхолм - 30. октобар 1611, Нићепинг) је био шведски краљ (1604—1611 ) из династије Васа. Био је син Густава Васе и његове друге супруге Маргарет Лејонхуфвуд.
Године 1568. године учествовао је у збацивању свог полубрата, шведског краља, Ерика XIV, када је на престо дошао његов брат Јуан III Шведски . Противио се Јуановим покушајима измирења католика и лутерана, што је довело до сукоба с њим. Јуан је умро 1592. године а на престо је дошао његов син, пољско-литвански краљ, Сигисмунд III Васа . Карл је Сигисмунду затражио да га прихвати за регента у Шведској. Кад је Сигисмунд то одбио, почео је грађански рат у ком је Карл однео победу и 1599. постао шведски регент.
Године 1600. избио је рат с Пољском, јер је Сигисмунд још сањао о шведској круни. На крају је 1604. Карл крунисан за шведског краља. У време је његове владавине постојало једно политичко питање, које се тицало не само Шведске, већ и свих суседних земаља и које је доста допринело ступању Швеђана на широко поприште опште европске политике. То је било питање о господарству над Балтичким морем, које је при крају средњег века постало од великог трговачког значаја. Шведска је тада јавно испољила своју намеру да ово море учини својим језером, тј. да по могућности завлада свим његовим обалама. Да би постигла то, потребно јој је било ратовати са свим народима, који су живели око тог мора .
Током Пољско-шведског рата (1600—1611) Сигисмунд је покушавао да загосподари Русијом, што је нагнало Карла да посредује у Русији.
Руски побуњеници — Тушински разбојници, су пустошили Русију и убијали становништво. Једна од њихових руља опседала је пуних шеснаест месеци манастир Тројицу-Сергијево, но он се — захваљујући својим бедемима — храбро одупирао и није се предао. Напослетку је руски цар Василиј IV Шујски послао   свог нећака, кнеза  Михаила Скопин-Шујског   ондашњу наду московске Русије, млаог човека, сјајно обдареног војничким и политичким способностима , да у Новгороду преговара са Швеђанима од које је тражио помоћ  . Шведска је пристала да пошаље један војни одред под заповедништвом Де ла Гардије, али је задржала право да у накнаду за ту услугу поново заузме градове Ивангород, Јам, Копорје, Орјешек и Корелу. Шујски убрзо добија неочекивану помоћ трговаца који нису трпели насиља Тушинаца. Тако се сва Северна Русија ујединила против њих и Москва је ослобођена опсаде .
Мешање Шведске у Русију потстакло је њену супарницу Пољску да јој подражава . Сигисмунд се нашао побуђен да због тог шведског посредовања и сам устане против Русије  и у јесен 1609. године опсео Смоленск. Руси су потом понудили престо његовом сину Владиславу Васи, што је Сигисмунд прихватио . 4. фебруара 1610. године закључен је први уговор између руских присталица Владислава и краља Сигисмунда .
Остало је још да се свргне с престола Василиј Шујски. Хетман Жолкијевски иде на Москву с пољском војском. Шујски му супротставља своју војску увећану помоћним шведским одредом Де ла Гардије . Скопин је за то време чистио земљу од непријатеља и услед, тога се положај цара Василија очигледно поправљао, али на једном ручку код царског брата Скопину је позлило и за врло кратко време њега није било више у животу; умро је вероватно од тифуса , мада је свет поверовао да је отрован . Јавно мнење оптуживало је међутим жену царева брата, да је она отровала Скопина, евентуалног наследника престола и супарника њеног мужа . После смрти тог даровитог човека који је требало да њом командује, заповедништво је прешло у руке брата Василија Шујског, Дмитрија, који нема ни појма о ратној вештини . Близу села Клушина  , недалеко од Гжатска  (на путу Смољенск—Москва), због своје неспособности и због неплаћања плате војницима-странцима , Жолкијевски је остао потпуни победилац. Док се Де ла Гардија повлачи ка Новгороду и поседа читаву његову област, он се приближава Москви. Тушински Разбојник, напустивши Калугу у коју се био повукао, напредује такође ка Москви. У томе тренутку Љапунов, који одлично уме да припрема државне ударе, организује буну противу Василија Шујског , који је свргнут с престола   у мају 1610. године  и приморан да се закалуђери  .
Нови руски цар тада је постао Сигисмундов син Владислав.
Карл IX је умро 30. октобар 1611. године у Нићепинг и на престолу га је наследио син Густаф II Адолф Шведски.